# Fifty Fifty (Band)
Fifty Fifty (koreanisch 피프티 피프티; Eigenschreibweise FIFTY FIFTY) ist eine südkoreanische Girlgroup der vierten K-Pop-Generation, die 2022 von Attrakt, einem unabhängigen Plattenlabel, gegründet wurde. Ursprünglich eine vierköpfige Gruppe mit den Mitgliedern Keena, Saena, Aran und Sio wurde die Gruppe durch einen Rechtsstreit der Mitglieder mit Attrakt umorganisiert. Keena blieb bei der Gruppe und es wurden neue Mitglieder rekrutiert. Fifty Fifty besteht aus fünf Mitgliedern: Keena, Chanelle Moon, Yewon, Hana und Athena. Die Girlgroup debütierte am 18. November 2022 mit dem Mini-Album The Fifty. Der offizielle Fanclub-Name lautet Tweny.

## Geschichte

### Gründung und erste Erfolge
Vor dem Debüt der Gruppe nahm Saena als Kandidatin an der Tanzwettbewerbsshow von KBS Dancing High teil.
Nach zwei Jahren Training kündigte Fifty Fifty am 14. November 2022 an, dass sie noch im selben Monat debütieren würden, indem sie das offizielle Logo der Gruppe auf allen Social-Media-Konten veröffentlichten. Am selben Tag wurde ein vorveröffentlichtes Musikvideo zum Song „Lovin Me“ auf ihrem offiziellen YouTube-Kanal hochgeladen. Die Mitglieder wurden am 15. November durch das Konzeptfoto ihres Debütalbums enthüllt, das die Namen und das Debütdatum sowie offizielle Fotos der Mitglieder zeigte. Ein Performance-Video von „Log In“ wurde ebenfalls am selben Tag veröffentlicht.
Fifty Fifty veröffentlichte ihre Debüt-EP „The Fifty“ am 18. November 2022, wobei „Higher“ als Lead-Single diente. Es besteht aus vier Tracks – „Higher“, indem über die Welt der Ekstase und Träume gesungen wird, „Tell Me“, ein City-Pop-Song, „Lovin Me“, der eine Botschaft des Trostes für junge Menschen vermittelt, die Wachstumsschmerzen durchmachen, und „Log In“, das die Bewegungen von Mädchen zum Ausdruck bringt, die rebellieren, um mit intensiven Auftritten aus der erstickenden realen Welt zu entkommen. Die Promotionen für die Veröffentlichung der EP begannen am 22. November mit ihrem Musikübertragungsdebüt auf SBS Ms The Show und endeten am 2. Dezember auf KBS2s Music Bank. Die EP kam bei der ersten Veröffentlichung nicht in die Circle Album Charts (Südkoreanische Charts), aber sie debütierte auf Platz vierundvierzig in der Chart-Ausgabe vom 18. bis 24. Dezember 2022 mit 2.597 Albumverkäufen. Das koreanische Kritikermagazin IZM bewertete das Album mit 4,5 von 5 Sternen, die höchste Bewertung, die das Magazin jemals einer Mädchengruppe gegeben hat. Der Schriftsteller Son Seung-geun meinte, dass Fifty Fifty „ein gutes Beispiel dafür ist, was passiert, wenn sich großartige Lieder und gute Sänger treffen. Dank ihnen hat Korea eine weitere gute Mädchengruppe.“

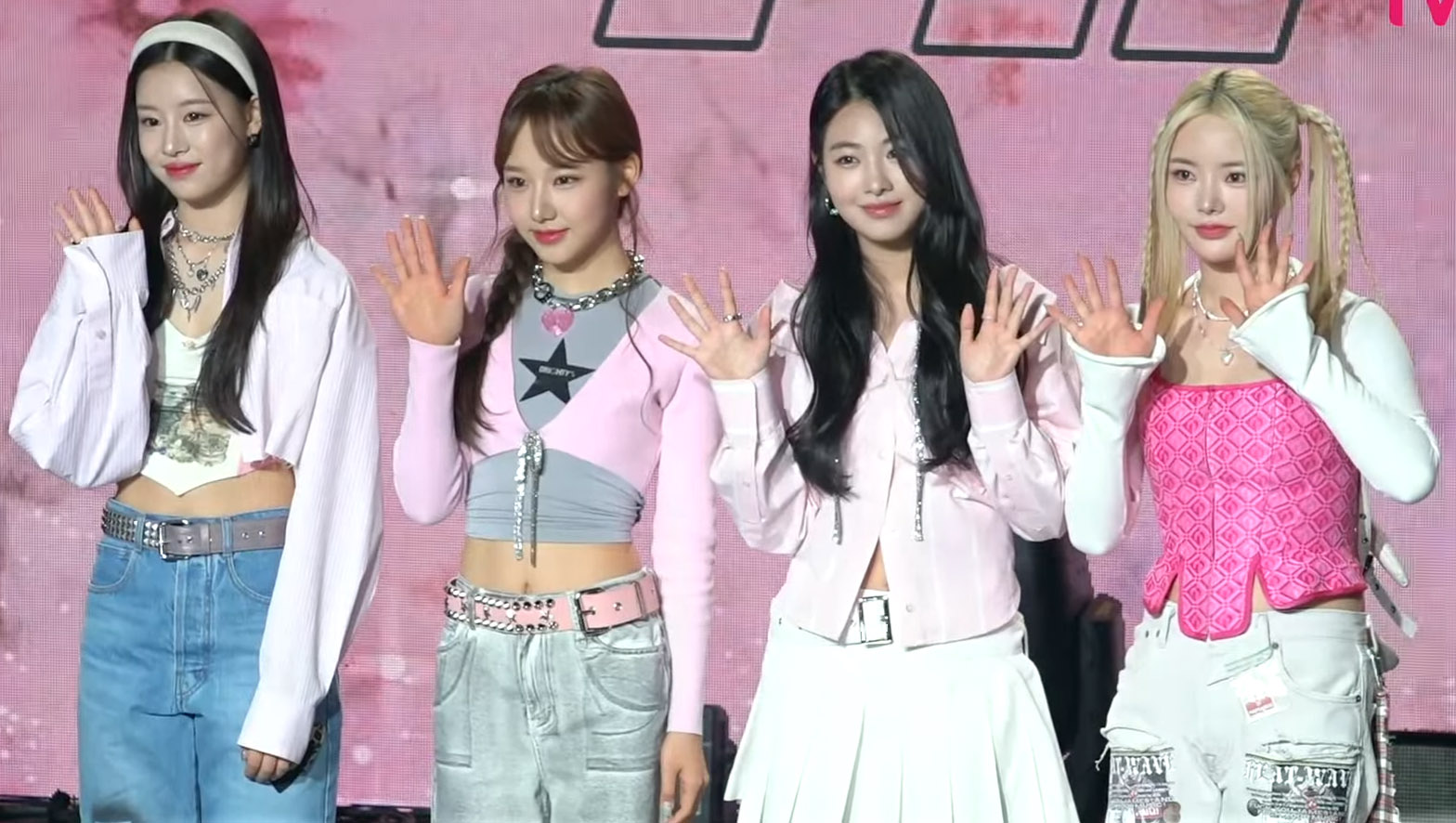
Fifty Fifty im April 2023

Fifty Fifty wurde als eine der „K-Pop Girl Groups To Watch in 2023“ der Recording Academy ausgewählt: „Das Quartett zeigt verschiedene Farben und eine stimmliche Reife, die sowohl schwer zu finden als auch entscheidend ist.“ Sie wurden auch von der indischen Ausgabe des Rolling Stone zu einem der „Besten K-Pop-Debüts des Jahres“ gekürt, und „Tell Me“ und „Lovin Me“ wurden auf den Listen der „Besten K-Pop-Songs von 2022“ aufgeführt, die von Mashable zusammengestellt wurden.
Am 24. Februar 2023 veröffentlichte die Gruppe ihr erstes Single-Album, The Beginning: Cupid, zusammen mit dem Musikvideo zum Titeltrack „Cupid“. In dem Lied, das sowohl auf Koreanisch als auch auf Englisch aufgenommen wurde, schrieb Keena einen Teil des koreanischen Textes. Bald darauf ging eine von Fans erstellte beschleunigte Interpretation der englischen Version auf TikTok viral: Infolgedessen stieg „Cupid“ am 27. März in die Billboard Hot 100 ein, wodurch Fifty Fifty die sechste südkoreanische Gruppe wurde, die in den offiziellen Singlecharts einsteigen konnte. Zudem avancierten Fifty Fifty zur K-Pop-Gruppe in der Geschichte der US-amerikanischen Billboard-Singlecharts, denen eine Notierung in den Charts am schnellsten schaffte. Der Song wurde zum größten Chart-Hit einer südkoreanischen Mädchengruppe in der Geschichte der Pop Airplay-Charts. Nach BTS sind Fifty Fifty erst der zweite südkoreanische Act, die einen Einstieg in den Adult-Pop-Airplay-Charts erreichen konnte.
Am 25. Mai wurde bekannt gegeben, dass die Gruppe als Teil des Barbie-Film-Soundtracks vorgestellt wird. So wurde am 6. Juli die Single Barbie Dreams auf digitaler Ebene als Musikdownload und im Streaming veröffentlicht. Als Gastsängerin ist Kaliii zu hören. Die Veröffentlichung eines Musikvideos war geplant, wurde aber aufgrund von Streitigkeiten mit ihrer Agentur Attrakt eingestampft, nachdem sich die Gruppe aus ihrem Vertrag hatte klagen wollen. Attrakt gab in einem Statement zunächst an, dass ein Musikvideo aufgrund einer Operation von Aran nicht realisiert werden konnte.

### Rechtsstreit mit Attrakt
Am 19. Juni 2023 reichten die Mitglieder der Gruppe Klage vor Gericht, mit dem Ziel eine einstweilige Verfügung zur Auflösung ihrer Künstlerverträge mit ihrem Label Attrakt zu erwirken. Als Begründung nannten die Musikerinnen, dass das Label vertraglich festgeschriebene Verbindlichkeiten verletzt habe, fehlende Transparenz bei finanziellen Abwicklickungen sowie Fahrlässigkeiten während der Bewerbung der Gruppe. Auch legte die Gruppe eine Klage ein, um die Rechte am Namen der Gruppe sowie der Bühnennamen der Musikerinnen zu erhalten. Der Rechtsstreit wurde öffentlich bekannt, nachdem Attrakt den koreanischen Zweig von Warner Music und Ahn Sung-il beschuldigt hatten, die Musikerinnen zum Vertragsbruch angestiftet zu haben, damit diese bei einem anderen Label unterkommen können. Während beide Parteien die erhobenen Vorwürfe abstritten, reichte Attrakt Klage wegen Betruges, Pflichtverletzung und Behinderung des Geschäftsbetriebes gegen Ahn und drei weitere nicht namentlich bekannten Beteiligte ein.
Der Rechtsstreit führte zur Kündigung von Werbeverträgen sowie zur Absage an der KCon in Los Angeles. Auch ein geplantes Videoshooting für das Lied Barbie Dreams aus dem Barbie-Soundtrackalbum fiel aufgrund des Rechtsstreits ins Wasser. Das Bezirksgericht Seoul entschied am 28. August 2023 erstinstanzlich zugunsten für das Label Attrakt und wies die Klage der Musikerinnen ab. Die Anwälte der Musikerinnen kündigten umgehend an, in Revision zu gehen.
Am 17. Oktober 2023 zog Sängerin Keena ihre Klage zurück und blieb bei ihrem Label Attrakt. Die Verträge mit den übrigen Musikerinnen Saena, Aran und Sio wurden zwei Tage später aufgelöst. In zweiter Instanz wurde auch die Revision durch das Obere Gericht Seouls abgewiesen. Zwischenzeitlich verklagte Attrakt die ehemaligen Mitglieder Saena, Sio und Aran, den CEO der Agentur The Givers sowie die Eltern der Sängerinnen auf 13 Milliarden Won Schadenersatz. Die erste Anhörung wurde auf den 29. August 2024 terminiert.

### Neustart
Am 29. Oktober 2023 war Keena im Namen der Gruppe bei den Billboard Music Awards zugegen. Es wurde bekannt, dass Pläne bestehen, die Gruppe neu zu organisieren. Drei Tage nach ihrem Auftritt bei der Preisverleihung wurde bekanntgegeben, dass die Girlgroup mit einer zweiten Generation fortgesetzt, Keena weiterhin Mitglied bleibe und von drei neuen Musikerinnen unterstützt werde. Am 24. November 2023 wurde Fifty Fifty die erste koreanische Girlgroup, die in den Jahrescharts der Billboard Hot 100 landen konnten; mit ihrem Lied Cupid belegte die Gruppe Platz 44 der Jahresendcharts.
Am 8. Januar 2024 wurde bestätigt, dass mehrere Castings stattfinden, um die neuen Mitglieder der Girlgroup zu ermitteln. Eines dieser Castings findet im südostasiatischen Raum unter Aufsicht des singapurischen Sängers David Yong und dem CEO von Attrakt, Jeong Hong-joon, statt. Geplant ist, dass die Gruppe in der zweiten Jahreshälfte des Jahres 2024 ihre Aktivitäten aufnimmt.

## Mitglieder
| Name                 | Geburtsname            | Geburtstag (Alter)     | Geburtsort | Position                        |
| -------------------- | ---------------------- | ---------------------- | ---------- | ------------------------------- |
| Keena 키나           | Song Ja-kyung a 송자경 | 9. Juli 2002 (23)      | Dong-gu    | Sub Vocal, Main Rap             |
| Chanelle Moon 문샤넬 | Chanelle Moon Thomas   | 14. Juni 2003 (22)     | Hawthorne  | Main Vocal, Rap                 |
| Yewon 예원           | Son Ye-won 손예원      | 18. März 2005 (20)     | Seoul      | Lead Vocal                      |
| Hana 하나            | Lim Ha-ram 임하람      | 5. September 2006 (18) | Seoul      | Vocal, Dance                    |
| Athena 아테나        | Athena Yang            | 15. März 2007 (18)     | Stockholm  | Vocal                           |
| Ehemalige Mitglieder |                        |                        |            |                                 |
| Saena 새나           | Jeong Sehyun 정세현    | 12. März 2004 (21)     | Busan      | Team leader Main Dance, Sub Rap |
| Aran 아란            | Jeong Eun-a 정은아     | 11. Oktober 2004 (20)  | Hongcheon  | Lead Vocal, Lead Rap            |
| Sio 시오             | Jeong Ji-ho 정지호     | 6. Oktober 2004 (20)   | Yeosu      | Main Vocal, Lead Dance          |

## Fanclub
Tweny ist der offizielle Name des Fanclubs von Fifty Fifty. Definition des Namens: Die Zahl 50 wird im Umkehreffekt eines Spiegels als 20 gesehen. Das bedeutet, dass Fifty Fifty zu den Fans schaut und die Fans zu Fifty Fifty. Dies wiederum besagt, dass sich Fifty Fifty und die Fans immer gegenüberstehen. Die Mitgliedschaft im Fanclub gilt ca. ein Jahr und ist kostenpflichtig. Der Fanclub wird auf der Fan-Plattform Weverse gehostet. Am 25. Oktober 2024 hatte Tweny 28.500 Mitglieder.

## Diskografie

### Kompilationen
- 2023: The Beginning

### EPs
| Jahr | Titel Musiklabel          | Höchstplatzierung, Gesamtwochen, AuszeichnungChartsChartplatzierungen (Jahr, Titel, Musiklabel, Platzierungen, Wochen, Auszeichnungen, Anmerkungen) | Anmerkungen                              |
| Jahr | Titel Musiklabel          | KR | Anmerkungen                              |
| ---- | ------------------------- | --- | ---------------------------------------- |
| 2022 | The Fifty Attrakt         | KR44 (4 Wo.)KR | Erstveröffentlichung: 18. November 2022  |
| 2024 | Love Tune Attrakt, Arista | KR11 (5 Wo.)KR | Erstveröffentlichung: 20. September 2024 |

### Remixalben
| Jahr | Titel Musiklabel           | Höchstplatzierung, Gesamtwochen, AuszeichnungChartsChartplatzierungen (Jahr, Titel, Musiklabel, Platzierungen, Wochen, Auszeichnungen, Anmerkungen) | Anmerkungen                           |
| Jahr | Titel Musiklabel           | KR | Anmerkungen                           |
| ---- | -------------------------- | --- | ------------------------------------- |
| 2025 | Love Tune: Rewired Attrakt | — | Erstveröffentlichung: 24. Januar 2025 |

### Single-Alben
| Jahr | Titel Musiklabel             | Höchstplatzierung, Gesamtwochen, AuszeichnungChartsChartplatzierungen (Jahr, Titel, Musiklabel, Platzierungen, Wochen, Auszeichnungen, Anmerkungen) | Anmerkungen                            |
| Jahr | Titel Musiklabel             | KR | Anmerkungen                            |
| ---- | ---------------------------- | --- | -------------------------------------- |
| 2023 | The Beginning: Cupid Attrakt | KR11 (8 Wo.)KR | Erstveröffentlichung: 24. Februar 2023 |
| 2024 | Winter Glow Attrakt          | — | Erstveröffentlichung: 9. Dezember 2024 |

### Singles
| Jahr | Titel Album                      | Höchstplatzierung, Gesamtwochen, AuszeichnungChartplatzierungen (Jahr, Titel, Album, Platzierungen, Wochen, Auszeichnungen, Anmerkungen) | Höchstplatzierung, Gesamtwochen, AuszeichnungChartplatzierungen (Jahr, Titel, Album, Platzierungen, Wochen, Auszeichnungen, Anmerkungen) | Höchstplatzierung, Gesamtwochen, AuszeichnungChartplatzierungen (Jahr, Titel, Album, Platzierungen, Wochen, Auszeichnungen, Anmerkungen) | Höchstplatzierung, Gesamtwochen, AuszeichnungChartplatzierungen (Jahr, Titel, Album, Platzierungen, Wochen, Auszeichnungen, Anmerkungen) | Höchstplatzierung, Gesamtwochen, AuszeichnungChartplatzierungen (Jahr, Titel, Album, Platzierungen, Wochen, Auszeichnungen, Anmerkungen) | Höchstplatzierung, Gesamtwochen, AuszeichnungChartplatzierungen (Jahr, Titel, Album, Platzierungen, Wochen, Auszeichnungen, Anmerkungen) | Anmerkungen                            |
| Jahr | Titel Album                      | KR | DE | AT | CH | UK | US | Anmerkungen                            |
| ---- | -------------------------------- | --- | --- | --- | --- | --- | --- | -------------------------------------- |
| 2022 | Higher The Fifty                 | KR191 (1 Wo.)KR | — | — | — | — | — | Erstveröffentlichung: 2022             |
| 2023 | Cupid The Beginning: Cupid       | KR7 (28 Wo.)KR | DE51 (6 Wo.)DE | AT36 (4 Wo.)AT | CH29 (8 Wo.)CH | UK8 Platin · (22 Wo.)UK | US17 (25 Wo.)US | Erstveröffentlichung: 24. Februar 2023 |
| 2024 | Starry Night Love Tune           | KR105 (6 Wo.)KR | — | — | — | — | — | Erstveröffentlichung: 30. August 2024  |
| 2024 | SOS Love Tune                    | KR79 (3 Wo.)KR | — | — | — | — | — | Erstveröffentlichung: 2024             |
| 2024 | When You Say My Name Winter Glow | — | — | — | — | — | — | Erstveröffentlichung: 2024             |

## Auszeichnungen für Musikverkäufe
| Goldene Schallplatte - Dänemark - 2024: für die Single Cupid - Frankreich - 2024: für die Single Cupid - Polen - 2023: für die Single Cupid - Portugal - 2023: für die Single Cupid - Spanien - 2024: für die Single Cupid | Platin-Schallplatte - Neuseeland - 2023: für die Single Cupid 2× Platin-Schallplatte - Australien - 2023: für die Single Cupid 3× Platin-Schallplatte - Kanada - 2023: für die Single Cupid |

Anmerkung: Auszeichnungen in Ländern aus den Charttabellen bzw. Chartboxen sind in ebendiesen zu finden.
| Land/RegionAuszeichnungen für Musikverkäufe (Land/Region, Auszeichnungen, Verkäufe, Quellen) | Gold     | Platin     | Verkäufe | Quellen                   |
| -------------------------------------------------------------------------------------------- | -------- | ---------- | -------- | ------------------------- |
| Australien (ARIA)                                                                            | —        | 2× Platin2 | 140.000  | aria.com.au               |
| Dänemark (IFPI)                                                                              | Gold1    | —          | 45.000   | ifpi.dk                   |
| Frankreich (SNEP)                                                                            | Gold1    | —          | 100.000  | snepmusique.com           |
| Kanada (MC)                                                                                  | —        | 3× Platin3 | 240.000  | musiccanada.com           |
| Neuseeland (RMNZ)                                                                            | —        | Platin1    | 30.000   | aotearoamusiccharts.co.nz |
| Polen (ZPAV)                                                                                 | Gold1    | —          | 25.000   | olis.pl                   |
| Portugal (AFP)                                                                               | Gold1    | —          | 5.000    | Einzelnachweise           |
| Spanien (Promusicae)                                                                         | Gold1    | —          | 30.000   | elportaldemusica.es       |
| Vereinigtes Königreich (BPI)                                                                 | —        | Platin1    | 600.000  | bpi.co.uk                 |
| Insgesamt                                                                                    | 5× Gold5 | 7× Platin7 |          |                           |